# Stube
Stube (od prasl. *stъlb) ili stepenice su vodoravno položene ploče namijenjene svladavanju prostora u visinu hodanjem, tvoreći stubišne krakove (smatra se da je minimum od triju stuba). Između stubišnih krakova nalazi se odmorište ili podest. Stuba ima vodoravnu površinu zvanu gazište i okomitu zvanu čelo stube. Stube se proračunavaju tako da dva gazišta i čelo imaju duljinu jednoga koraka od oko 76 centimetara.
Po upotrebi materijala stube mogu biti:
- drvene
- od opeke
- betonske
- čelične
- mješavine nekoliko materijala